# Македонски парламентарни избори 2014.
Македонски парламентарни избори 2014. су одржани на 27. април као део општих избора Северне Македоније 2014. године. Избори су одржани истог датума као други круг председничких избора 2014.
Нову владу је формирала коалиција ВМРО-ДПМНЕ и ДУИ на челу са Николом Груевским.

## Освојени мандати по политичким партијама
Распродела мандата по партијама је следећа:
| Партија/коалиција                  | Партија/коалиција                     | Мандати | +/-        |
| ---------------------------------- | ------------------------------------- | ------- | ---------- |
| Коалиција коју предводи ВМРО-ДПМНЕ | ВМРО-ДПМНЕ                            | 52      | 5          |
| Коалиција коју предводи ВМРО-ДПМНЕ | Социјалистичка партија Македоније     | 3       | Стагнација |
| Коалиција коју предводи ВМРО-ДПМНЕ | Демократски савез                     | 1       | Стагнација |
| Коалиција коју предводи ВМРО-ДПМНЕ | Демократска обнова Македоније         | 1       | Стагнација |
| Коалиција коју предводи ВМРО-ДПМНЕ | Странка демократске акције Македоније | 1       | Стагнација |
| Коалиција коју предводи ВМРО-ДПМНЕ | Демократска партија Турака            | 1       | Стагнација |
| Коалиција коју предводи ВМРО-ДПМНЕ | Демократска партија Срба у Македонији | 1       | Стагнација |
| Коалиција коју предводи ВМРО-ДПМНЕ | Савез Рома у Македонији               | 1       | Стагнација |
| Коалиција коју предводи СДСМ       | Социјалдемократски савез Македоније   | 27      | 2          |
| Коалиција коју предводи СДСМ       | Нова социјалдемократска партија       | 3       | 1          |
| Коалиција коју предводи СДСМ       | Либерално-демократска партија         | 3       | 3          |
| Коалиција коју предводи СДСМ       | Партија на движење на Турците         | 1       | 1          |
| Демократска унија за интеграцију   | Демократска унија за интеграцију      | 19      | 5          |
| Демократска партија Албанаца       | Демократска партија Албанаца          | 7       | 1          |
| ГРОМ                               | ГРОМ                                  | 1       | 1          |
| Национални демократски препород    | Национални демократски препород       | 1       | 1          |
| Укупно                             | Укупно                                | 123     | Стагнација |